# Astana Women’s Team/Saison 2020
Diese Liste beschreibt den Kader und die Siege des Astana Women’s Teams in der Saison 2020. 

## Kader
| Teamkader 2020         | Teamkader 2020     | Teamkader 2020 | Teamkader 2020                  |
| Name                   | Geburtsdatum       | Land           | Vorheriges Team                 |
| ---------------------- | ------------------ | -------------- | ------------------------------- |
| Olivija Baleišytė      | 3. September 1998  | Litauen        |                                 |
| Maryna Ivaniuk         | 19. September 1990 | Ukraine        |                                 |
| Liliana Moreno         | 8. Juli 1992       | Kolumbien      | Team Proyecta Ingenieros (2017) |
| Svetlana Pachshenko    | 26. Juli 2000      | Kasachstan     |                                 |
| Francesca Pattaro      | 12. März 1995      | Italien        | Bepink (2019)                   |
| Katia Ragusa           | 19. Mai 1997       | Italien        | Bepink (2019)                   |
| Natalja Saifutdinowa   | 11. Februar 1989   | Kasachstan     |                                 |
| Lizbeth Salazar        | 8. Dezember 1996   | Mexiko         | Swapit Agolico (2018)           |
| Arlenis Sierra         | 7. Dezember 1992   | Kuba           | World Cycling Centre (2016)     |
| Yeima Torres           | 31. Juli 1987      | Kuba           |                                 |
| Machabbat Umitschanowa | 11. August 1994    | Kasachstan     | Astana BePink Womens (2014)     |
| Olha Schekel           | 28. Mai 1994       | Ukraine        | SC Michela Fanini (2018)        |
|                        |                    |                |                                 |
| Quelle: UCI            |                    |                |                                 |

## Siege
| Siege    | Siege                                                    | Siege      | Siege  | Siege           | Siege |
| Datum    | Rennen                                                   | Staat      | Klasse | Siegerin        |       |
| -------- | -------------------------------------------------------- | ---------- | ------ | --------------- | ----- |
| 5. Feb.  | Womens Herald Sun Tour, 1. Etappe                        | Australien | 2.1    | Arlenis Sierra  |       |
| 14. Feb. | Grand Prix Gazipaşa WE                                   | Türkei     | 1.2    | Olha Schekel    |       |
| 22. Feb. | Setmana Ciclista Valenciana, 3. Etappe                   | Spanien    | 2.2    | Lizbeth Salazar |       |
| 5. Aug.  | Ukrainische Meisterschaften, Einzelzeitfahren der Frauen | Ukraine    | CN     | Olha Schekel    |       |